# Ансі-Дорно
Ансі-Дорно (фр. Ancy-Dornot) — муніципалітет у Франції, у регіоні Гранд-Ест, департамент Мозель. Ансі-Дорно утворено 1 січня 2016 року шляхом злиття муніципалітетів Ансі-сюр-Мозель i Дорно. Адміністративним центром муніципалітету є Ансі-сюр-Мозель. Населення — 1490 осіб (01.01.2021).